# گلستان، بلوچستان
گلستان (به انگلیسی: Gulistan) یک شهر در پاکستان است که در ایالت بلوچستان واقع شده‌است. گلستان ۵۴٬۷۰۰ نفر جمعیت دارد و ۱٬۴۸۱ متر بالاتر از سطح دریا واقع شده‌است.